# Воденці
Во́денці (болг. Воденци) — село в Хасковській області Болгарії. Входить до складу общини Стамболово.

## Населення
За даними перепису населення 2011 року у селі проживали 78 осіб, з них 77 осіб (98,7%) — турки.
Розподіл населення за віком у 2011 році:
Динаміка населення: